# Phù Lương (phường)
Phù Lương là một phường thuộc thị xã Quế Võ, tỉnh Bắc Ninh, Việt Nam.

## Địa lý
Phường Phù Lương nằm ở phía đông thị xã Quế Võ, có vị trí địa lý:
- Phía đông giáp hai xã Ngọc Xá, Phù Lãng và tỉnh Bắc Giang
- Phía tây giáp phường Việt Hùng và phường Quế Tân
- Phía nam giáp phường Cách Bi và xã Đào Viên
- Phía bắc giáp phường Quế Tân.

Phường có diện tích 7,76 km², dân số năm 2022 là 6.665 người, mật độ dân số đạt 858 người/km².

## Hành chính
Phường Phù Lương có 3 khu dân cư: Phù Lang, Yên Đinh và Hiền Lương.

## Lịch sử
Trước đây, Phù Lương là một xã thuộc huyện Quế Võ.
Ngày 13 tháng 2 năm 2023, Ủy ban Thường vụ Quốc hội ban hành Nghị quyết số 723/NQ-UBTVQH15 (nghị quyết có hiệu lực từ ngày 10 tháng 4 năm 2023). Theo đó, thành lập thị xã Quế Võ và thành lập phường Phù Lương thuộc thị xã Quế Võ trên cơ sở toàn bộ 7,76 km² diện tích tự nhiên, 6.665 người của xã Phù Lương.